# Krwinkomocz
Krwinkomocz, erytrocyturia, krwiomocz mikroskopowy, mikrohematuria – obecność erytrocytów w moczu (więcej niż 3 erytrocyty w polu widzenia) niezmieniająca jego wyglądu makroskopowego. W przeciwieństwie do krwiomoczu krwinkomocz ma charakter mikroskopowy i czerwone krwinki nie dają zabarwienia optycznego. Obecności pojedynczych erytrocytów w moczu nie uważa się za patologię.
Najczęstszą przyczyną erytrocyturii jest kamica nerkowa (gdy w moczu występują erytrocyty świeże) lub kłębuszkowe zapalenie nerek (gdy widoczne są erytrocyty dysmorficzne, na przykład wyługowane).

Przeczytaj ostrzeżenie dotyczące informacji medycznych i pokrewnych zamieszczonych w Wikipedii.